# Karlheinz Deschner
Karlheinz Deschner (narozen jako Karl Heinrich Leopold Deschner) (23. května 1924 Bamberk – 8. dubna 2014) byl německý spisovatel a kritik náboženství.
Karlheinz Deschner žil mnoho let v městečku Haßfurt am Main v německých Dolních Francích.

## Dílo
- 1956 Die Nacht steht um mein Haus. Roman, München: List; NA 1998, ISBN 3-930498-14-6
- 1957 Hrsg.: Was halten Sie vom Christentum? 18 Antworten auf eine Umfrage, München: List (vergriffen)
- 1957 Kitsch, Konvention und Kunst. Eine literarische Streitschrift, München: List (vergriffen)
- 1958 Florenz ohne Sonne. Roman, München: List (vergriffen)
- 1962 Abermals krähte der Hahn. Eine kritische Kirchengeschichte, Stuttgart: Günther (div. Neuauflagen) (vergriffen)
- 1964 Talente, Dichter, Dilettanten. Überschätzte und unterschätzte Werke in der deutschen Gegenwart, Wiesbaden: Limes (vergriffen)
- 1965 Mit Gott und den Faschisten. Der Vatikan im Bunde mit Mussolini, Franco, Hitler und Pavelić, Stuttgart: Günther (vergriffen)
- 1966 Hrsg.: Jesusbilder in theologischer Sicht, München: List (vergriffen)
- 1966 Hrsg.: Das Jahrhundert der Barbarei, München: Kurt Desch (vergriffen)
- 1968 Kirche und Faschismus, Wuppertal: Jugenddienst-Verlag (vergriffen)
- 1968 Hrsg.: Wer lehrt an deutschen Universitäten?, Wiesbaden: Limes (vergriffen)
- 1969/71 Das Christentum im Urteil seiner Gegner. In 2 Bänden, Wiesbaden: Limes; üb. NA in 1 Band Ismaning: Max Hueber 1986, ISBN 3-485-05507-7
- 1970 Hrsg.: Kirche und Krieg. Der christliche Weg zum Ewigen Leben, Stuttgart: Günther (vergriffen)
- 1970 Hrsg.: Warum ich aus der Kirche ausgetreten bin, München: Kindler (vergriffen)
- 1971 Hrsg.: Der manipulierte Glaube. Eine Kritik der christlichen Dogmen, München: Kindler (vergriffen)
- 1974 Das Kreuz mit der Kirche. Eine Sexualgeschichte des Christentums, Düsseldorf/Wien: Econ (vergriffen)
- 1974 Kirche des Un-Heils. Argumente um Konsequenzen zu ziehen München: Heyne (vergriffen)
- 1977 Hrsg.: Warum ich Christ/Atheist/Agnostiker bin, Köln: Kiepenheuer & Witsch (vergriffen)
- 1980 Der gefälschte Glaube. Die wahren Hintergründe der kirchlichen Lehren, München: Heyne (= stark veränd. NA von "Der manipulierte Glaube“) (weitere NA 1988 mit veränd. Untertitel) (vergriffen)
- 1981 Ein Papst reist zum Tatort. Flugschrift, Hamburg: Hoffmann und Campe (vergriffen)
- 1982/83 Ein Jahrhundert Heilsgeschichte. Die Politik der Päpste im Zeitalter der Weltkriege, 2 Bände, Köln: Kiepenheuer und Witsch; 1991 erw. NA in 1 Band als „Die Politik der Päpste im 20. Jahrhundert“, Reinbek: Rowohlt, ISBN 3-498-01282-7
- 1985 Nur Lebendiges schwimmt gegen den Strom. Aphorismen, Basel: Lenos, ISBN 3-85787-647-6
- 1986 Die beleidigte Kirche oder: Wer stört den öffentlichen Frieden? Gutachten im Bochumer § 166-Prozess, Freiburg: Ahriman, ISBN 3-922774-05-9
- 1986 Kriminalgeschichte des Christentums, Bd. 1, Die Frühzeit. Von den Ursprüngen im Alten Testament bis zum Tod des hl. Augustinus (430), Reinbek: Rowohlt, ISBN 3-499-19969-6
- 1987 Opus Diaboli. Fünfzehn unversöhnliche Essays über die Arbeit im Weinberg des Herrn, Reinbek: Rowohlt, ISBN 3-498-01270-3
- 1988 Kriminalgeschichte des Christentums, Bd. 2, Die Spätantike. Von den katholischen 'Kinderkaisern' bis zur Ausrottung der arianischen Wandalen und Ostgoten unter Justinian I. (527 - 565), Reinbek: Rowohlt, ISBN 3-499-60142-7
- 1989 Dornröschenträume und Stallgeruch. Über Franken, die Landschaft meines Lebens, München: Knesebeck & Schuler, NA 2004: Königshausen und Neumann, ISBN 3-8260-2801-5
- 1990 Hrsg.: Woran ich glaube, Gütersloh 1990 (vergriffen)
- 1990 Kriminalgeschichte des Christentums, Bd. 3, Die Alte Kirche. Fälschung, Verdummung, Ausbeutung, Vernichtung, Reinbek: Rowohlt, ISBN 3-499-60244-X
- 1991 mit Horst Herrmann Der Anti-Katechismus. 200 Gründe gegen die Kirchen und für die Welt, Hamburg: Rasch und Röhring (vergriffen)
- 1992 Der Moloch. „Sprecht sanft und tragt immer einen Knüppel bei euch!“ Zur Amerikanisierung der Welt, Stuttgart: Weitbrecht; NA mit dem Untertitel „Eine kritische Geschichte der USA“ München: Heyne 1994, ISBN 3-453-86836-6
- 1994 Aergernisse. Aphorismen, Reinbek: Rowohlt (vergriffen)
- 1994 Die Vertreter Gottes. Eine Geschichte der Päpste im 20. Jahrhundert, München: Heyne (vergriffen)
- 1994 Kriminalgeschichte des Christentums, Bd. 4, Frühmittelalter. Von König Chlodwig I. (um 500) bis zum Tode Karls des Großen (814), Reinbek: Rowohlt, ISBN 3-499-60344-6
- 1994 Was ich denke, München: Goldmann (vergriffen)
- 1995 mit Milan Petrović: Weltkrieg der Weltreligionen. Der ewige Kreuzzug auf dem Balkan, Wiesbaden:, NA 1997 unter dem Titel: Krieg der Religionen, München: Heyne (vergriffen)
- 1997 Oben ohne. Für einen götterlosen Himmel und eine priesterfreie Welt. Zweiundzwanzig Attacken, Repliken und andere starke Stücke, Reinbek: Rowohlt, ISBN 3-499-60705-0
- 1997 Kriminalgeschichte des Christentums, Bd. 5, 9. und 10. Jahrhundert. Von Ludwig dem Frommen (814) bis zum Tode Ottos III. (1002), Reinbek: Rowohlt, ISBN 3-499-60556-2
- 1998 Für einen Bissen Fleisch. Das schwärzeste aller Verbrechen, Bad Nauheim: Asku-Presse, ISBN 3-930994-10-0
- 1998 Die Rhön. Heidnisches und Heiliges, Urtümlichkeit und Idyllik einer einsamen Landschaft, Bamberg: Kleebaum, ISBN 3-930498-15-4
- 1999 Hrsg.: Zwischen Kniefall und Verdammung. Robert Mächler, ein gläubiger Antichrist. Eine Auswahl aus seinem religions- und kirchenkritischen Werk, Gifkendorf: Merlin, ISBN 3-926112-95-6
- 1999 Kriminalgeschichte des Christentums, Bd. 6, 11. und 12. Jahrhundert. Von Kaiser Heinrich II. dem „Heiligen“ (1002) bis zum Ende des Dritten Kreuzzugs (1192), Reinbek: Rowohlt, ISBN 3-499-61131-7
- 1999 Memento! Kleiner Denkzettel zum „Großen Bussakt“ des Papstes im Heiligen Jahr 2000, Reinbek: Rowohlt, ISBN 3-499-60926-6
- 2002 Kriminalgeschichte des Christentums, Bd. 7, 13. und 14. Jahrhundert. Von Kaiser Heinrich VI. (1190) zu Kaiser Ludwig IV. dem Bayern (1347), Reinbek: Rowohlt, ISBN 3-499-61511-8
- 2003 Mörder machen Geschichte. Aphorismen, Basel: Lenos, ISBN 3-85787-341-8
- 2003 Musik des Vergessens. Über Landschaft, Leben und Tod im Hauptwerk Hans Henny Jahnns, Bad Nauheim: Asku-Presse, ISBN 3-930994-14-3
- 2004 Kriminalgeschichte des Christentums, Bd. 8, 15. und 16. Jahrhundert. Vom Exil der Päpste in Avignon bis zum Augsburger Religionsfrieden, Reinbek: Rowohlt, ISBN 3-499-61670-X
- 2005: Ärgert dich dein rechtes Auge: Aus den Bekenntnissen des Thomas Grey, AIG I.Hilbinger Verlagsgesellschaft; Auflage: 1 (23. Februar 2005), ISBN 3-927110-19-1